# Ablabesmyia digitata
Ablabesmyia digitata är en tvåvingeart som först beskrevs av Jean-Jacques Kieffer 1923.  Ablabesmyia digitata ingår i släktet Ablabesmyia och familjen fjädermyggor. Inga underarter finns listade i Catalogue of Life.